# 不怕冷的大衣
《不怕冷的大衣》是一部中国上海美术电影制片厂制作的动画短片，为《小兔淘淘的故事》系列之一。该片获得了第一届上海文学艺术奖优秀影片奖、1986－1987年广播电影电视部优秀美术片奖等奖项。 

## 剧情简介
冬天，屋外银装素裹，小兔怕冷，裹在暖和的被窝里不愿起床。兔妈妈看到后便告诉小兔，姥姥家有件大衣，只要穿上就会浑身冒汗，不怕冷了，但那件大衣需要小兔自己去取。小兔出门后，小松鼠、小熊邀小兔一起玩耍，玩没过多久，小兔便热得流出了汗水。到了姥姥家，小兔向姥姥索取不怕冷的大衣，姥姥说，小兔浑身都冒着汗，已经不需要不怕冷的大衣了。